# Presidente Tancredo Neves
Presidente Tancredo Neves este un oraș în statul Bahia (BA) din Brazilia.